# Ašnan
Ašnan (nella resa anglosassone Ashnan) era, presso i Sumeri, la dea del grano. Sorella di Lahar, dio del bestiame. Venne creata insieme con il fratello in modo che gli dei Anunnaki avessero nutrimento e vestiti.